# St. Bartholomäus (Greußenheim)

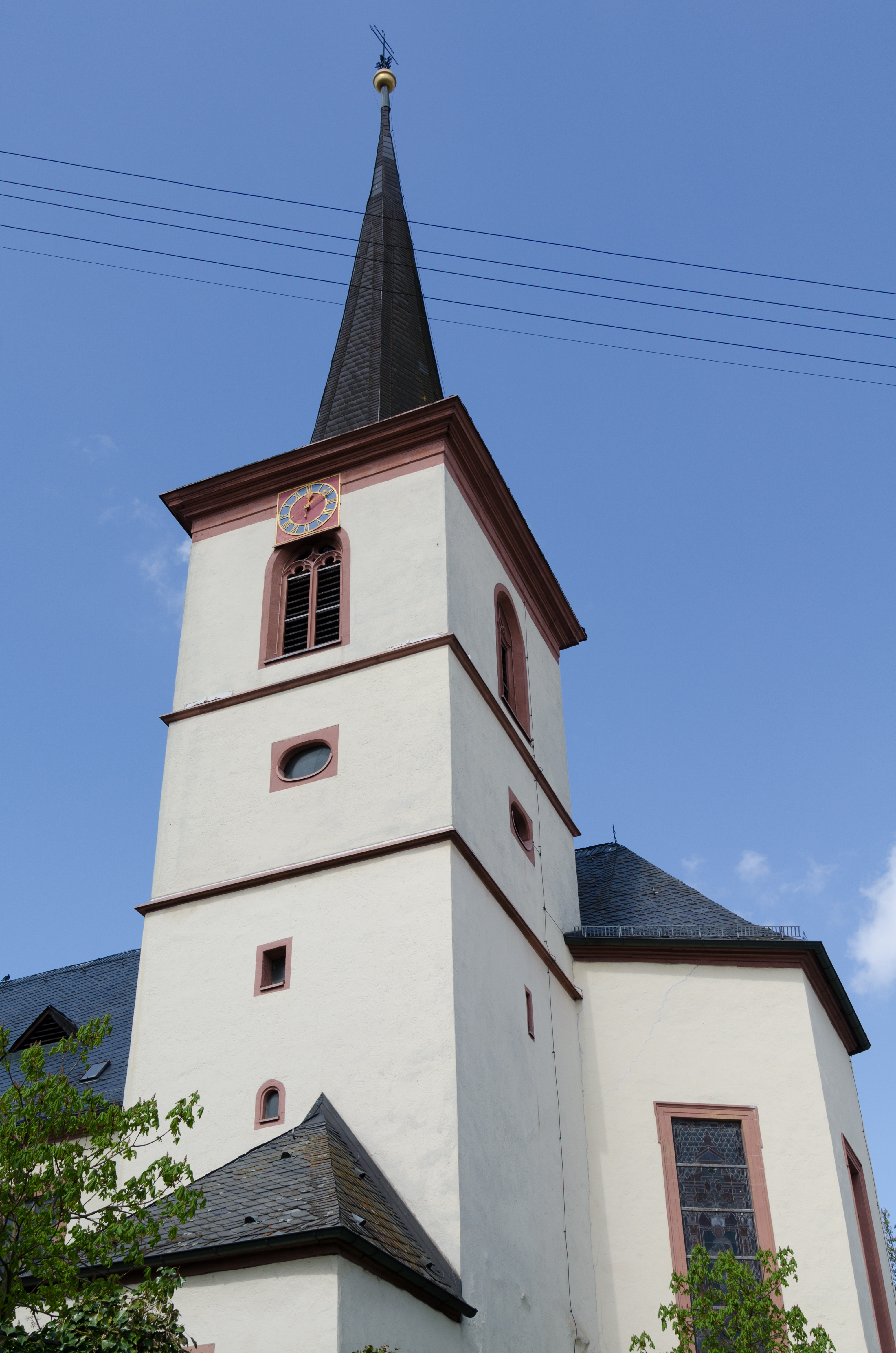
St. Bartholomäus (Greußenheim)

Die römisch-katholische Pfarrkirche St. Bartholomäus ist eine denkmalgeschützte Kirche in Greußenheim, einer Gemeinde im Landkreis Würzburg (Unterfranken, Bayern). Das Bauwerk ist unter der Denkmalnummer D-6-79-141-3 als Baudenkmal in der Bayerischen Denkmalliste eingetragen. Die Pfarrei gehört zur Pfarreiengemeinschaft St. Kilian Würzburg-West (Waldbüttelbrunn) im Dekanat Würzburg links des Mains des Bistums Würzburg.

## Beschreibung
Die unteren Geschosse des an der Südwand des eingezogenen, dreiseitig geschlossenen Chors stehenden Chorflankenturms sind im Kern romanisch. Er wurde 1609 zu einem Julius-Echter-Turm ausgebaut, indem er aufgestockt und mit einem achtseitigen, schiefergedeckten Knickhelm bedeckt wurde. Das oberste Geschoss des Kirchturms beherbergt die Turmuhr und den Glockenstuhl, in dem seit 1922 vier Gussstahlglocken hängen. Das 1691 gebaute Langhaus und der Chor wurden 1745 erneuert. Das mit einem Satteldach bedeckte Langhaus wurde 1832 bis 1839 nach Westen verlängert. 1855/56 wurde eine neue Sakristei errichtet.